# Milešín
Milešín (in tedesco Mileschin) è un comune ceco situato nel distretto di Žďár nad Sázavou, nella regione di Vysočina.